# Donauuferbahn (Wien)
| Streckennummer (ÖBB): | 124 01                                  |                                                     |                                                     |
| Kursbuchstrecke (ÖBB): | 945                                     |                                                     |                                                     |
| Streckenlänge: | 12,8 km                                 |                                                     |                                                     |
| Spurweite: | 1435 mm (Normalspur)                    |                                                     |                                                     |
| Stromsystem: | 15 kV 16,7 Hz ~                         |                                                     |                                                     |
| Streckengeschwindigkeit: | 80 km/h                                 |                                                     |                                                     |
| Zweigleisigkeit: | Wien Brigittenau – Wien Donaukaibahnhof |                                                     |                                                     |
| |                                         |                                                     |                                                     |
| \| \| \| Franz-Josefs-Bahn von Gmünd \| \| \| \| −0,10 \| Wien Nußdorf \| Wien Nußdorf \| \| \| \| Franz-Josefs-Bahn nach Wien Franz-Josefs-Bahnhof \| \| \| \| \| Donaukanal (146 m) \| \| \| \| \| Vorortelinie von Wien Hütteldorf \| \| \| \| \| ehem. Nordwestbahnbrücke \| \| \| \| 1,100 \| nach Wien Nordwestbf \| nach Wien Nordwestbf \| \| \| \| Wien Brigittenau (Rangierbahnhof)[Anm. 1] \| \| \| \| 1,489 \| von Wien Nordwestbf \| von Wien Nordwestbf \| \| \| \| Wien Brigittenau-Süd \| \| \| \| \| Floridsdorfer Brücke (Brigittenau-Floridsdorf) \| \| \| \| \| Wien Kaiserplatz (Ladestelle) \| \| \| \| 2,280 \| Wien Handelskai Nordbahn \| Wien Handelskai Nordbahn \| \| \| 2,50 \| Ladegleis \| Ladegleis \| \| \| \| Wien Zwischenbrücken \| \| \| \| \| Wien Traisengasse \| \| \| \| \| Speicher Zwischenbrücken \| \| \| \| \| Handelskai (Ladestelle) \| \| \| \| \| von Wien Praterstern \| \| \| \| 4,122 \| Wien Donauuferbahnhof \| Wien Donauuferbahnhof \| \| \| \| Zwischenbrücken \| \| \| \| \| Kommunalbad-Reichsbrücke \| \| \| \| \| Wien Praterkai (Ladestelle) \| \| \| \| \| Ausstellungsstraße \| \| \| \| \| ehem. nach Messegelände / städtisches Lagerhaus \| \| \| \| \| Wien Lagerhaus (Bahnbetriebsamt) \| \| \| \| \| Militärschwimmschule \| \| \| \| 8,483 \| Wien Donaukaibahnhof \| Wien Donaukaibahnhof \| \| \| \| nach Wien Simmering \| \| \| \| \| Stadlauer Ostbahnbrücke \| \| \| \| \| Donaukaibahnhof (Haltestelle) \| \| \| \| 9,886 \| nach Freudenau Hafen Zollfreizone & Pachthafen \| nach Freudenau Hafen Zollfreizone & Pachthafen \| \| \| 11,431 \| Terminal Wien Freudenau Hafen (Winterhafen) \| Terminal Wien Freudenau Hafen (Winterhafen) \| \| \| \| Praterspitz \| \| \| \| 12,80 \| Winterhafenbrücke (Donaukanal, bis 1945, seit 2008)[Anm. 2] \| Winterhafenbrücke (Donaukanal, bis 1945, seit 2008)[Anm. 2] \| \| \| \| Donauländebahn nach Ober Hetzendorf \| \| |                                         |                                                     |                                                     |
| Strecke |                                         | Franz-Josefs-Bahn von Gmünd                         | Franz-Josefs-Bahn von Gmünd                         |
| Bahnhof | −0,10                                   | Wien Nußdorf                                        | Wien Nußdorf                                        |
| Abzweig geradeaus und nach rechts |                                         | Franz-Josefs-Bahn nach Wien Franz-Josefs-Bahnhof    | Franz-Josefs-Bahn nach Wien Franz-Josefs-Bahnhof    |
| Brücke über Wasserlauf |                                         | Donaukanal (146 m)                                  | Donaukanal (146 m)                                  |
| Abzweig geradeaus und von rechts |                                         | Vorortelinie von Wien Hütteldorf                    | Vorortelinie von Wien Hütteldorf                    |
| Kreuzung geradeaus unten (Querstrecke außer Betrieb) |                                         | ehem. Nordwestbahnbrücke                            | ehem. Nordwestbahnbrücke                            |
| Abzweig geradeaus und ehemals nach rechts | 1,100                                   | nach Wien Nordwestbf                                | nach Wien Nordwestbf                                |
| Dienststation / Betriebs- oder Güterbahnhof |                                         | Wien Brigittenau (Rangierbahnhof)                   | Wien Brigittenau (Rangierbahnhof)                   |
| Abzweig geradeaus und von rechts | 1,489                                   | von Wien Nordwestbf                                 | von Wien Nordwestbf                                 |
| Dienststation / Betriebs- oder Güterbahnhof |                                         | Wien Brigittenau-Süd                                | Wien Brigittenau-Süd                                |
| ehemaliger Haltepunkt / Haltestelle |                                         | Floridsdorfer Brücke (Brigittenau-Floridsdorf)      | Floridsdorfer Brücke (Brigittenau-Floridsdorf)      |
| ehemaliger Haltepunkt / Haltestelle |                                         | Wien Kaiserplatz (Ladestelle)                       | Wien Kaiserplatz (Ladestelle)                       |
| Turmhaltepunkt geradeaus unten | 2,280                                   | Wien Handelskai Nordbahn                            | Wien Handelskai Nordbahn                            |
| Abzweig geradeaus und ehemals nach rechts | 2,50                                    | Ladegleis                                           | Ladegleis                                           |
| ehemaliger Haltepunkt / Haltestelle |                                         | Wien Zwischenbrücken                                | Wien Zwischenbrücken                                |
| ehemaliger Haltepunkt / Haltestelle |                                         | Wien Traisengasse                                   | Wien Traisengasse                                   |
| ehemaliger Haltepunkt / Haltestelle |                                         | Speicher Zwischenbrücken                            | Speicher Zwischenbrücken                            |
| ehemaliger Haltepunkt / Haltestelle |                                         | Handelskai (Ladestelle)                             | Handelskai (Ladestelle)                             |
| Abzweig geradeaus und ehemals von rechts |                                         | von Wien Praterstern                                | von Wien Praterstern                                |
| Dienststation / Betriebs- oder Güterbahnhof | 4,122                                   | Wien Donauuferbahnhof                               | Wien Donauuferbahnhof                               |
| ehemaliger Haltepunkt / Haltestelle |                                         | Zwischenbrücken                                     | Zwischenbrücken                                     |
| ehemaliger Haltepunkt / Haltestelle |                                         | Kommunalbad-Reichsbrücke                            | Kommunalbad-Reichsbrücke                            |
| ehemaliger Haltepunkt / Haltestelle |                                         | Wien Praterkai (Ladestelle)                         | Wien Praterkai (Ladestelle)                         |
| ehemaliger Haltepunkt / Haltestelle |                                         | Ausstellungsstraße                                  | Ausstellungsstraße                                  |
| Abzweig geradeaus, ehemals nach rechts und ehemals von rechts |                                         | ehem. nach Messegelände / städtisches Lagerhaus     | ehem. nach Messegelände / städtisches Lagerhaus     |
| ehemaliger Haltepunkt / Haltestelle |                                         | Wien Lagerhaus (Bahnbetriebsamt)                    | Wien Lagerhaus (Bahnbetriebsamt)                    |
| ehemaliger Haltepunkt / Haltestelle |                                         | Militärschwimmschule                                | Militärschwimmschule                                |
| Dienststation / Betriebs- oder Güterbahnhof | 8,483                                   | Wien Donaukaibahnhof                                | Wien Donaukaibahnhof                                |
| Abzweig geradeaus und nach rechts |                                         | nach Wien Simmering                                 | nach Wien Simmering                                 |
| Kreuzung geradeaus unten |                                         | Stadlauer Ostbahnbrücke                             | Stadlauer Ostbahnbrücke                             |
| ehemaliger Haltepunkt / Haltestelle |                                         | Donaukaibahnhof (Haltestelle)                       | Donaukaibahnhof (Haltestelle)                       |
| Abzweig geradeaus und nach rechts | 9,886                                   | nach Freudenau Hafen Zollfreizone & Pachthafen      | nach Freudenau Hafen Zollfreizone & Pachthafen      |
| Dienststation / Betriebs- oder Güterbahnhof | 11,431                                  | Terminal Wien Freudenau Hafen (Winterhafen)         | Terminal Wien Freudenau Hafen (Winterhafen)         |
| ehemaliger Haltepunkt / Haltestelle |                                         | Praterspitz                                         | Praterspitz                                         |
| Brücke über Wasserlauf | 12,80                                   | Winterhafenbrücke (Donaukanal, bis 1945, seit 2008) | Winterhafenbrücke (Donaukanal, bis 1945, seit 2008) |
| Strecke |                                         | Donauländebahn nach Ober Hetzendorf                 | Donauländebahn nach Ober Hetzendorf                 |

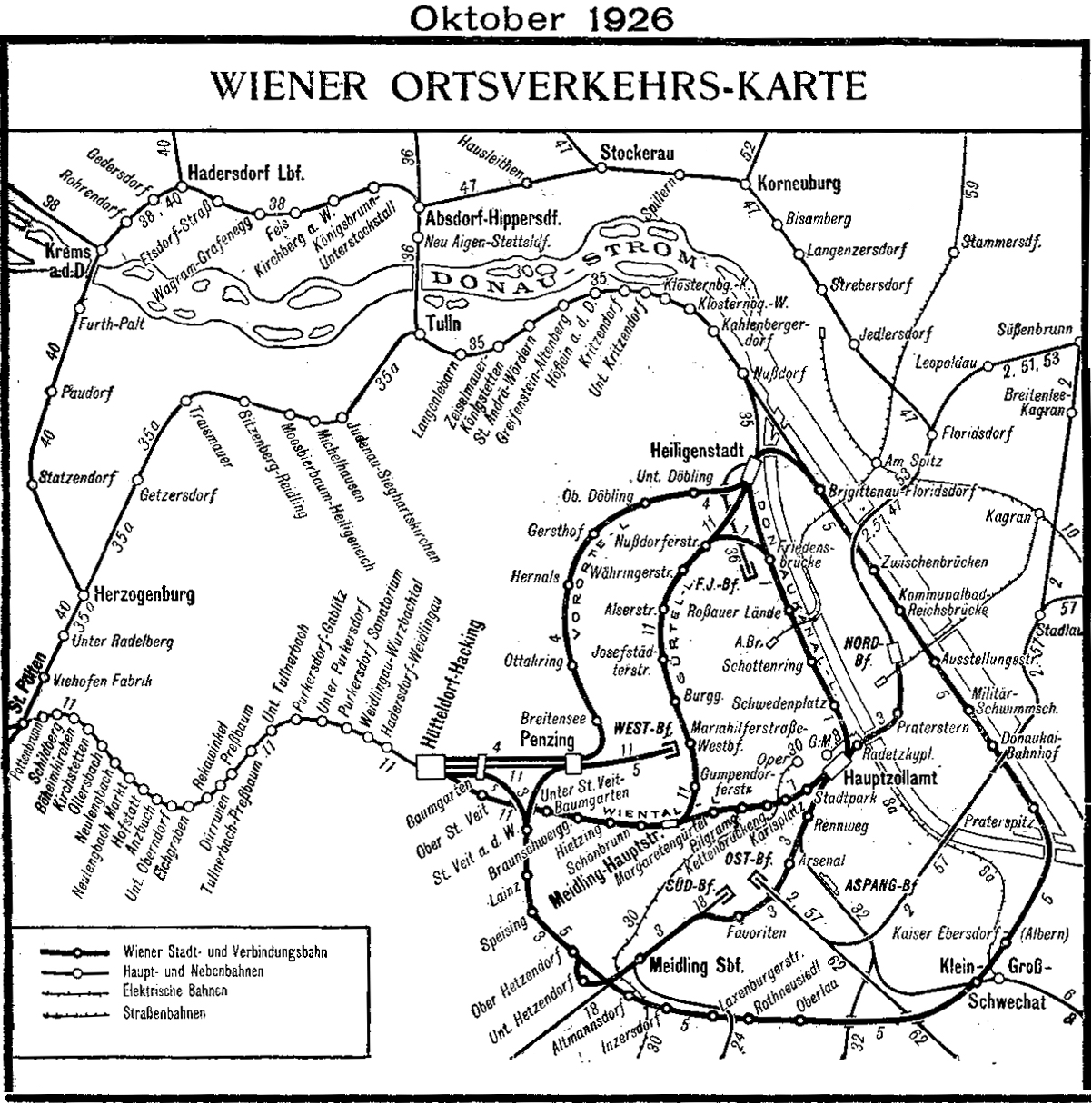
Wien, Ortsverkehrs-Karte (1926)

Die Donauuferbahn in Wien ist eine 12,8 Kilometer lange (ursprünglich eingleisige) Bahnstrecke, die rechtsufrig neben dem 1875 gefluteten Hauptstrom der regulierten Donau verläuft. Auf der durch die Donauregulierung entstandenen Insel (damals 2. Bezirk, seit 1900 auch 20. Bezirk) führt sie auf volle Länge der Insel in geringem Abstand parallel zum Strom.

## Geschichte

Ein Stadtbahnzug in der Haltestelle Communalbad-Reichsbrücke, 1900

Im Jahr des Wirksamwerdens der Regulierung, 1875, wurde ein (bis um 2010 nutzbarer) 853 m langer, großteils eingezäunter Gleisbogen (Schleppbahn) vom Nordbahnhof zum Donauufer gebaut, wo er in den noch 1875 kommissionierten Nordbahn Uferbahnhof mündete. Am 26. Oktober 1876 wurde der nördliche Teil der Donauuferbahn von Nussdorf (Anschluss an die Franz-Josefs-Bahn) bis zur Stadlauer Ostbahnbrücke mit einer ersten Fahrt zum städtischen Lagerhaus (Lagerhausbahn) eröffnet und in der Folge ein Verbindungsgleis zur Ostbahn Richtung Simmering gelegt. 1877 wurde vom Uferbahnhof ein 376 m langes Schleppbahngleis zu der zwischen Handelskai und Engerthstraße gelegenen Gasanstalt Zwischenbrücken der Imperial Continental Gas Association gelegt.
Der Streckenabschnitt Nordbahn Uferbahnhof – Nußdorf wurde am 24. August 1878 dem Güterverkehr übergeben und damit der Franz-Josefs-Bahn die Verbindung mit sämtlichen in Wien einmündenden Eisenbahnen ermöglicht. Der südlichste Teil der Donauuferbahn wurde bis 1880 erbaut, als auch die Winterhafenbrücke und damit der Anschluss an die im Süden Wiens tangential verlaufende Donauländebahn geschaffen wurde.
Zweck des Baues der Donauuferbahn war, den nach der Donauregulierung im Raum Wien am rechten Stromufer, entlang des Handelskais (Stromhafen) und im Freudenauer Hafen (siehe Wiener Häfen), anfallenden Güterumschlag der Donauschifffahrt und der neu entstandenen Fabriken, Lagerhäuser, Lagerplätze und Frachtenbahnhöfe zu bewältigen.
Die Bahn übernahm die Lieferung der für Wien vorgesehenen Güter sowie die Weiterbeförderung der für andere Teile des Landes bestimmten Frachten über:
- die Wiener Stadtbahn (inklusive Vorortelinie),
- die Franz-Josefs-Bahn,
- die Donauländebahn zur Ostbahn, zur Pottendorfer Linie und zur Südbahn sowie

- über die Nordbahn (Verbindungsbogen Uferbahnhof–Nordbahnhof), die über die heutige Stammstrecke sowie die Bahnstrecke Wien Penzing–Wien Meidling mit Süd- und Westbahn verbunden ist.

Am 9. Juli 1885 beschloss die Verkehrssektion des Wiener Gemeinderats eine an die zuständigen Stellen zu richtende Petition, auf der Donau-Ufer-Bahn den Personenverkehr aktivieren zu wollen. Dreizehn Jahre später, am 1. Juni 1898, wurde der Abschnitt Wien Brigittenau–Prater–Lagerhaus für den Personenverkehr eröffnet. In Verbindung mit den genannten Wiener Bahnstrecken bestand bescheidener Personenverkehr. Das Kursbuch für Mai 1901 verzeichnete zwischen 6 und 23 Uhr acht Züge, die zumeist von Wien Westbahnhof über Speising (Verbindungsbahn) und Klein-Schwechat (Donauländebahn) verkehrten und auf der Donauuferbahn folgende Personenhaltestellen (stromaufwärts angeführt) einhielten, bevor sie Heiligenstadt, km 38, erreichten:
- Praterspitz, km 27
- Donauquai-Bahnhof, km 31
- Militär-Schwimmschule, km 32
- Ausstellungsstraße, km 33
- Communalbad-Reichsbrücke, km 35
- Zwischenbrücken, km 36
- Brigittenau – Floridsdorf, km 37

In der Gegenrichtung fuhren ebenfalls acht Züge. Für die 11 Kilometer lange Strecke Praterspitz–Heiligenstadt oder retour benötigten die Personenzüge damals 40 Minuten. Der Personenverkehr bestand bis zum Zweiten Weltkrieg.
Am 20. Juli 1934 verübten Josef Gerl und Rudolf Anzböck einen Sprengstoffanschlag auf eine Signalanlage der Donauuferbahn, wobei Gerl auf der Flucht einen Gendarmen schwer verletzte. Am 24. Juli 1934 wurde er von einem Standgericht zum Tode verurteilt und am selben Tag gehängt.
1945 wurde von der abziehenden Wehrmacht die Winterhafenbrücke gesprengt, die die Verbindung zur Donauländebahn herstellte. Die Brücke wurde, nachdem die Verbindung jahrzehntelang nicht benötigt wurde, im Rahmen des Ausbauprogramms des Hafens Wien Freudenau neu gebaut und Ende 2008 wieder eröffnet. Auch die Station Wien Freudenau wurde umfangreichen Umbauarbeiten unterzogen.
Die Donauuferbahn wurde elektrifiziert. Mit den im Uhrzeigersinn anschließenden Strecken Donauländebahn, Verbindungsbahn und Vorortelinie (S45 der Wiener S-Bahn) ermöglicht sie, seit die 2009 erfolgte Erneuerung der Donauländebahn fertiggestellt ist, wie bis 1945 die Umfahrung des rechtsufrigen Stadtgebiets von Wien. Die Donauuferbahn stellt weiters, seit die Nordwestbahnbrücke zu Beginn der sechziger Jahre einer Straßenbrücke weichen musste, die einzige Zufahrt zum (zur Absiedlung vorgesehenen) Frachtenbahnhof Wien Nordwestbahnhof dar.
Der 2,3 Kilometer lange nördlichste Teil der Bahn wird heute in dichtem Intervall von der S45 bedient, deren Züge, von Heiligenstadt kommend, 1993–1996 auf der Donauuferbahn bis zu einer provisorischen Station bei der Floridsdorfer Brücke fuhren und seither bis zum neu errichteten Bahnhof Wien Handelskai verkehren, wo die Verknüpfung mit der seit damals in Hochlage querenden U-Bahn-Linie U6 und der Schnellbahn-Stammstrecke erfolgt.
Stadt Wien und ÖBB hatten Anfang der 2000er Jahre vor, die S45 flussabwärts bis zur Station Wien Praterkai (S80) an der Stadlauer Ostbahnbrücke zu verlängern. Die Verlängerung der U2 nach Stadlau wurde dann von der Stadtverwaltung diesem Projekt vorgezogen. Im Jahr der Inbetriebnahme der U2-Verlängerung, 2010, wurde die S45-Verlängerung von ÖVP-Abgeordneten per Parlamentsanfrage an Verkehrsministerin Doris Bures thematisiert.
2023 kam eine Machbarkeitsstudie zu dem Ergebnis, dass die Verlängerung der S45 entlang der Donauuferbahn eine optimale Variante für einen künftigen S-Bahn-Ring wäre, die Haltestelle Praterkai müsste dabei zur Umsteigestation ausgebaut werden.

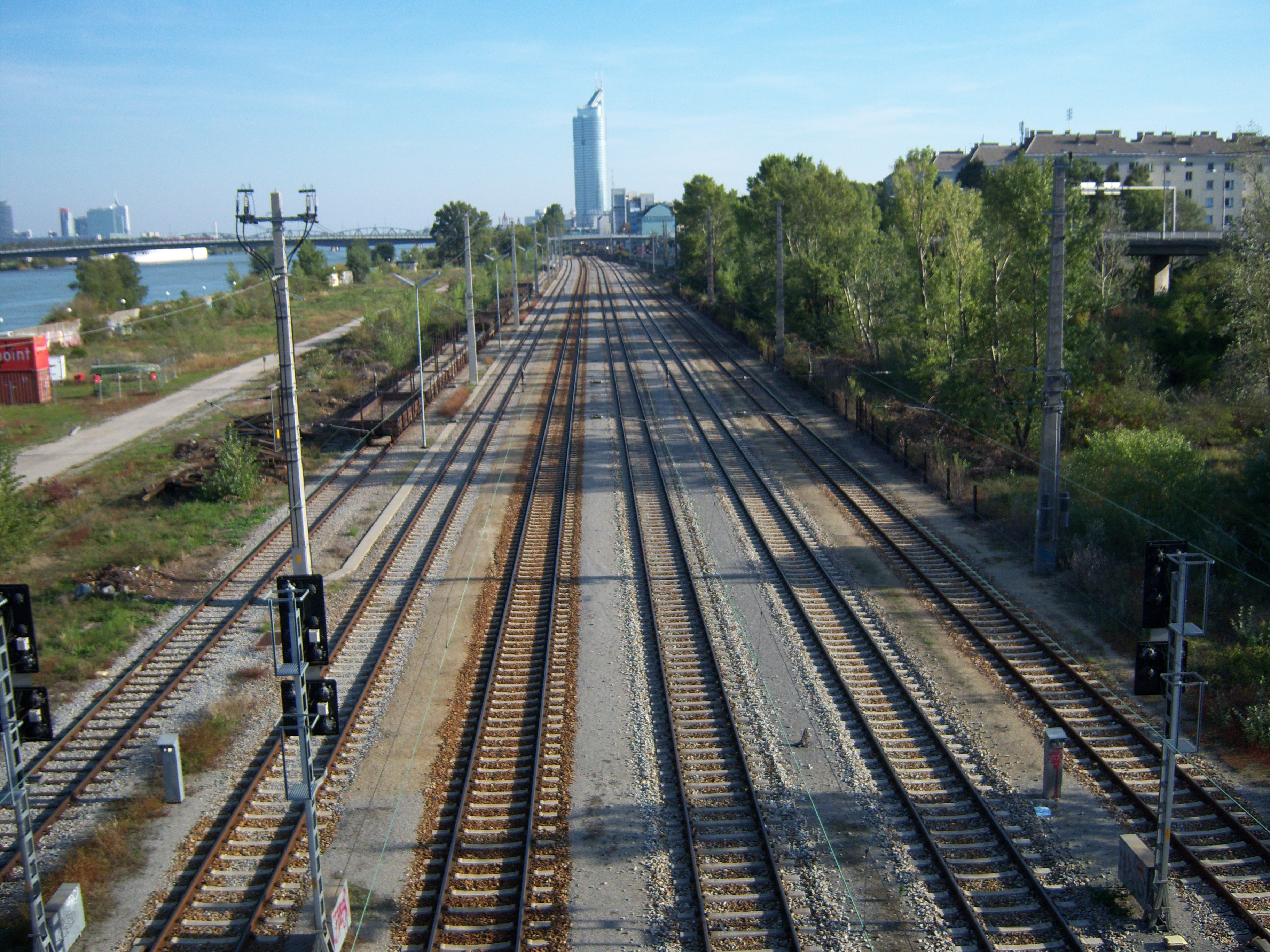
Donauuferbahn beim Bahnhof Brigittenau
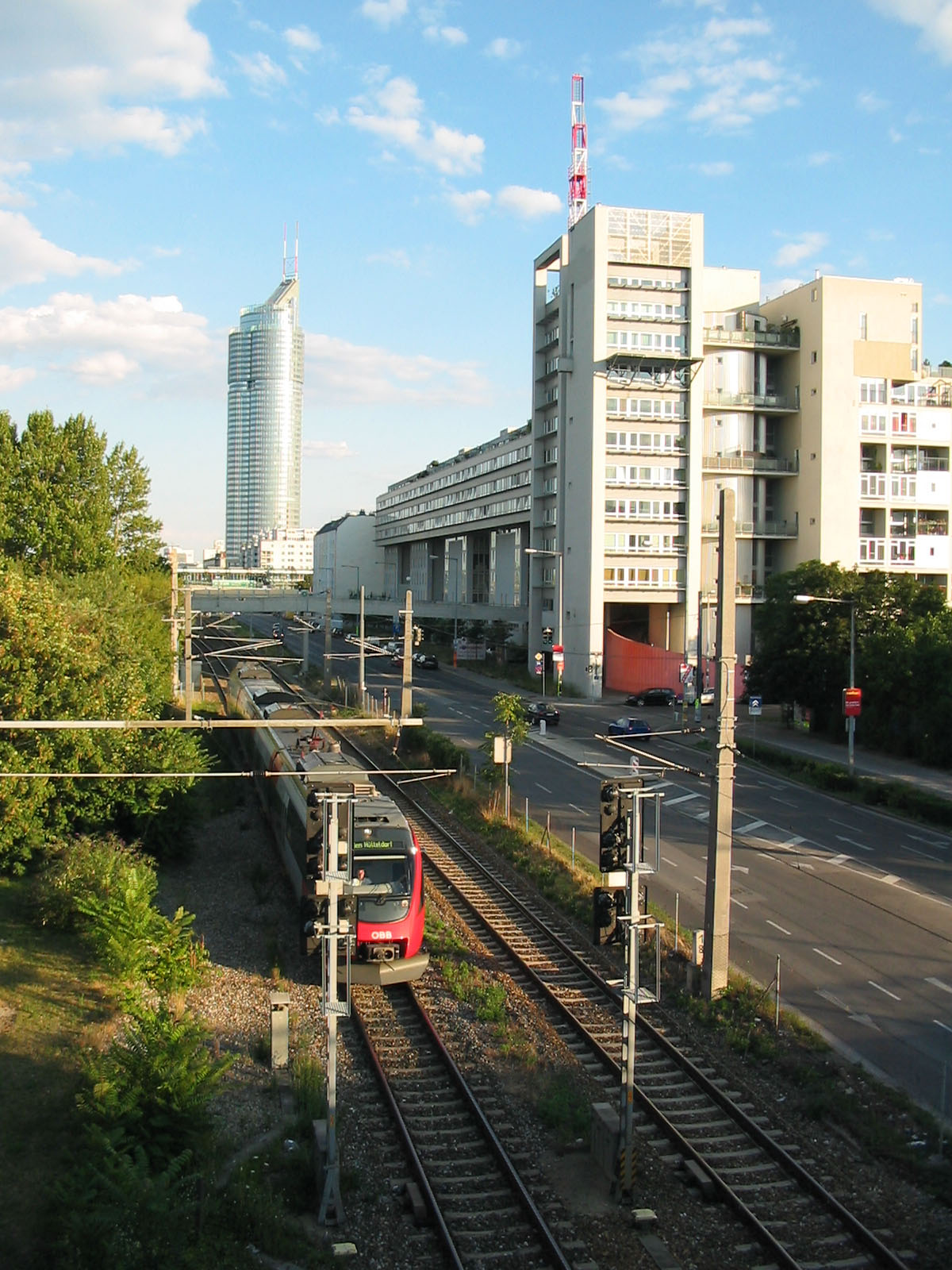
Donauuferbahn am Handelskai